# Daniel Bourke
Daniel Bourke (* 1886 in Limerick, Irland; † 13. April 1952 in Limerick) war ein irischer Politiker der Fianna Fáil. Er war von 1927 bis zu seinem Tod 1952 Teachta Dála (Abgeordneter) im Dáil Éireann, dem Unterhaus des irischen Parlaments (Oireachtas).

## Biografie
Bourke war Karossenbauer bei der Great Southern and Western Railway. 1913 trat er den Irish Volunteers bei und wurde während des Irischen Unabhängigkeitskriegs Teil der Mid-Limerick Brigade. Er schlug sich auf die Seite der Gegner des Anglo-Irischen Vertrages und kämpfte im Irischen Bürgerkrieg weiter. 1922 wurde er verhaftet und bis 1923 interniert. Im April 1923 gelang ihm die Flucht durch einen Tunnel. Er wurde jedoch wieder eingefangen.
Bourke trat erstmals bei den Wahlen im Juni 1927 im Wahlkreis Limerick an, verfehlte aber die notwendige Stimmenzahl, um in den Dáil einzuziehen. Er wurde dann aber bei den nachfolgenden Wahlen im September 1927 gewählt. Er konnte dann seinen Sitz bis zu seinem Tod 1952 halten. Ab den Wahlen 1948 trat er im neugeschaffenen Wahlkreis Limerick East an.
1936 wurde er zum Bürgermeister (Mayor) von Limerick gewählt. Dies blieb er bis 1941. 